# 国井重典
国井 重典（くにい しげのり、1913年〈大正2年〉3月12日 - 1953年〈昭和28年〉12月27日）は、日本の政治家、旧鶴岡市第7代市長。

## 略歴
1913年（大正2年）山形県飽海郡酒田町（現・酒田市）に鐙谷一郎の4男として生れ、 国井家の養子となる。1930年（昭和5年）山形県立酒田中学校（山形県立酒田東高等学校）を卒業する。 1936年（昭和11年）に早稲田大学法学部を卒業。卒業後は 鶴岡水力電気株式会社に入社する。 1946年（昭和21年） 加藤精三市長の下で鶴岡市助役に就任し、 鶴岡市消防長も務める。 1951年（昭和26年）4月、鶴岡市会議員に当選する。 1952年（昭和27年）10月に 鶴岡市長に当選する。 1953年（昭和28年）、 同職在任中に死去した。

## 親族
- 兄：風間慶三 - 荘内銀行専務取締役、鶴岡商工会議所会頭

## 参考資料
- 『庄内人名辞典』 大瀬欽哉（代表編者） 致道博物館内「庄内人名辞典刊行会」（発行）